# Villaquinte (Cervantes)
Villaquinte (llamada oficialmente San Breixo de Vilaquinte) es una parroquia y una aldea española del municipio de Cervantes, en la provincia de Lugo, Galicia.

## Organización territorial
La parroquia está formada por cuatro entidades de población:
- Chao de Vilarín
- Olmos
- Vilaquinte
- Vilarnovo

## Demografía

### Parroquia
| Gráfica de evolución demográfica de Villaquinte (parroquia) entre 2000 y 2019 |
|                                                                               |
| Datos según el nomenclátor publicado por el INE.                              |

### Aldea
| Gráfica de evolución demográfica de Vilaquinte (aldea) entre 2000 y 2019 |
|                                                                          |
| Datos según el nomenclátor publicado por el INE.                         |